# Langues bangi-ntomba
Les langues bangi-ntomba, formées principalement des langues de la zone C.30 selon la terminologie de Guthrie, sont des langues bantoues parlées en république démocratique du Congo et en république du Congo dans les régions entourant le cours moyen du fleuve Congo, le Haut Congo et le Moyen Congo, ainsi que la région du lac Mai-Ndombe.

## Classification
| Code Guthrie (mis à jour) | Langue           |
| ------------------------- | ---------------- |
| C31a                      | loi              |
| C31b                      | ngiri            |
| C31c                      | nunu             |
| C32                       | bobangi          |
| C321                      | binza, libinza   |
| C322                      | zamba, dzamba    |
| C33                       | sengele          |
| C34                       | sakata (groupe)  |
| C35a                      | ntomba           |
| C35b                      | bolia            |
| C36                       | losengo (groupe) |
| C36a                      | poto, pfoto      |
| C36b                      | mpesa            |
| C36c                      | mbudza           |
| C36d                      | lingala (ngala)  |
| C36e                      | boloki           |
| C36f                      | kangana          |
| C36g                      | ndolo            |
| C37                       | budza, buja      |
| C371                      | motembo          |
| C372                      | kunda            |
| C373                      | gbuta            |
| C301                      | doko             |